# Jean-Claude Skrela
Jean-Claude Skrela (Colomiers, 1 de octubre de 1949) es un exjugador y exentrenador francés de rugby que se desempeñaba como ala. Es padre del también destacado jugador de rugby David Skrela y Gaëlle Skrela jugadora de baloncesto, ambos representaron a Francia en sus respectivas selecciones.

## Carrera
Debutó en la primera del Football-Club Auch con 18 años en 1968. En 1970 se cambió al club Stade Toulousain donde desarrollaría toda su carrera, se retiró en 1984.

### Selección nacional
Fue convocado a Les Bleus debutando en 1971 e integrando el combinado nacional hasta 1978. Fue pieza fundamental en la obtención del Grand Slam de 1977.

## Entrenador
Comenzó la actividad, luego de retirarse como jugador, en 1985 dirigiendo al Stade Toulousain hasta 1989 y obteniendo tres títulos de liga. Se marchó al US Colomiers Rugby donde dirigió por seis temporadas cuando fue llamado a la Selección nacional.

### Francia
Fue llamado por la Federación Francesa de Rugby para dirigir el equipo nacional en 1995, Skrela aceptó. Dejó la selección luego de finalizar la Copa Mundial de Gales 1999.
De 2004 a 2014 fue mánager de la Selección.

### Participaciones en Copas del Mundo
| Mundial                       | Sede  | Equipo  | Resultado  | PJ | PG | PE | PP | Pts + | Pts - |
| ----------------------------- | ----- | ------- | ---------- | -- | -- | -- | -- | ----- | ----- |
| Copa Mundial de Rugby de 1999 | Gales | Francia | Subcampeón | 6  | 5  | 0  | 0  | 210   | 144   |

## Palmarés
- Campeón del Torneo de las Seis Naciones de 1977 con Grand Slam.

Como entrenador:
- Campeón del Torneo de las Seis Naciones de 1997 y 1998, ambas con Grand Slam.
- Campeón del Top 14 de 1984-85, 1985-86 y 1988-89.